# Ralph Firman
Ralph David Firman Jr. (Norwich, 20 de maio de 1975) é um piloto de corridas do Reino Unido. Possui cidadania irlandesa (sua mãe, Angela, nasceu na República da Irlanda).
Disputou a temporada de 2003 da Fórmula 1 pela extinta equipe Jordan, marcando um ponto.

## Carreira

### Fórmula 3 e polêmica em Macau

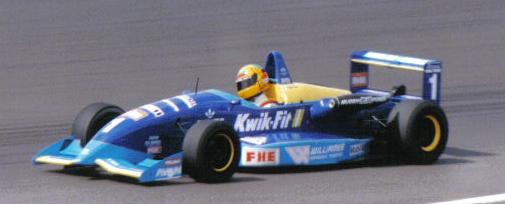
Firman em 1995, quando corria pela F-3 inglesa.

Filho do proprietário da Van Diemen (também chamado Ralph Firman), empresa que fabricava carros da Fórmula Ford nas décadas de 1970 e 1980, tem uma irmã que também chegou a correr profissionalmente - Natasha Firman, irmã mais nova de Ralph, não teve uma trajetória tão longa quanto ele, que iniciou a carreira em 1995, ganhando o título da Fórmula 3 Inglesa no ano seguinte (no ano anterior, ficou com o vice - o campeão foi Oliver Gavin).
Firman envolveu-se em uma polêmica no Grande Prémio de Macau de 1996, onde foi o vencedor - nas duas baterias, disputou a vitória com o italiano Jarno Trulli, então campeão da F-3 alemã, que o ultrapassara na última volta da segunda parte. Numa atitude polêmica, o anglo-irlandês bateu no Hairpin e bloqueou a pista, causando bandeira vermelha. A direção de prova considerou os resultados da volta anterior e deu a vitória a Firman.

## Carreira no Japão
Entre 1997 e 2002, Firman mudou-se para o Japão, onde disputaria a Fórmula Nippon pelas equipes Team TMS (1997), Team Nova (1998–2000) e Nakajima Racing (2001–2002), se destacando por esta última. Venceu a temporada de 2002 da categoria, alcançando oito pódios (quatro vitórias, dois segundos lugares e um terceiro). Isto lhe rendeu um teste com a BAR, sendo este o segundo contato dele com um carro de Fórmula 1 - ele havia testado um carro da McLaren em 1993, quando tinha apenas 18 anos.

## Fórmula 1

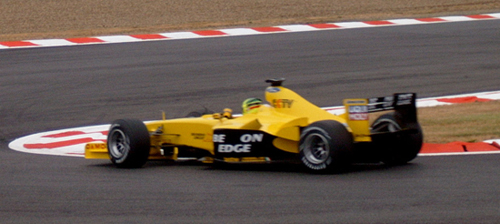
Firman pilota o carro da Jordan no GP da França de 2003.

A equipe Jordan, que vivia situação financeira instável desde 2002, contratou Firman, que venceu a disputa com o brasileiro Felipe Massa, no início de 2003. Eddie Jordan, dono da escuderia, precisava de um "pay-driver" (piloto pagante) para aumentar o caixa do time, e o piloto anglo-irlandês terminaria sendo o escolhido.
Sua estreia foi no GP da Austrália, e ele não completou a corrida, devido a um acidente. Na etapa do Brasil, a suspensão de seu carro desmanchou-se na reta e acertou o francês Olivier Panis, da Toyota. Firman obteve seu único ponto na categoria no GP da Espanha, ao chegar em oitavo lugar.

Ele ainda sofreria outro grave acidente, desta vez na Hungria. No terceiro treino livre, Firman vinha rápido no terceiro trecho de Hungaroring quando o aerofólio se soltou, fazendo com que o carro perdesse o controle e batesse forte na barreira de pneus. O piloto sofreu fratura no tornozelo e dores no pescoço, fazendo com que fosse substituído pelo húngaro Zsolt Baumgartner em duas corridas.

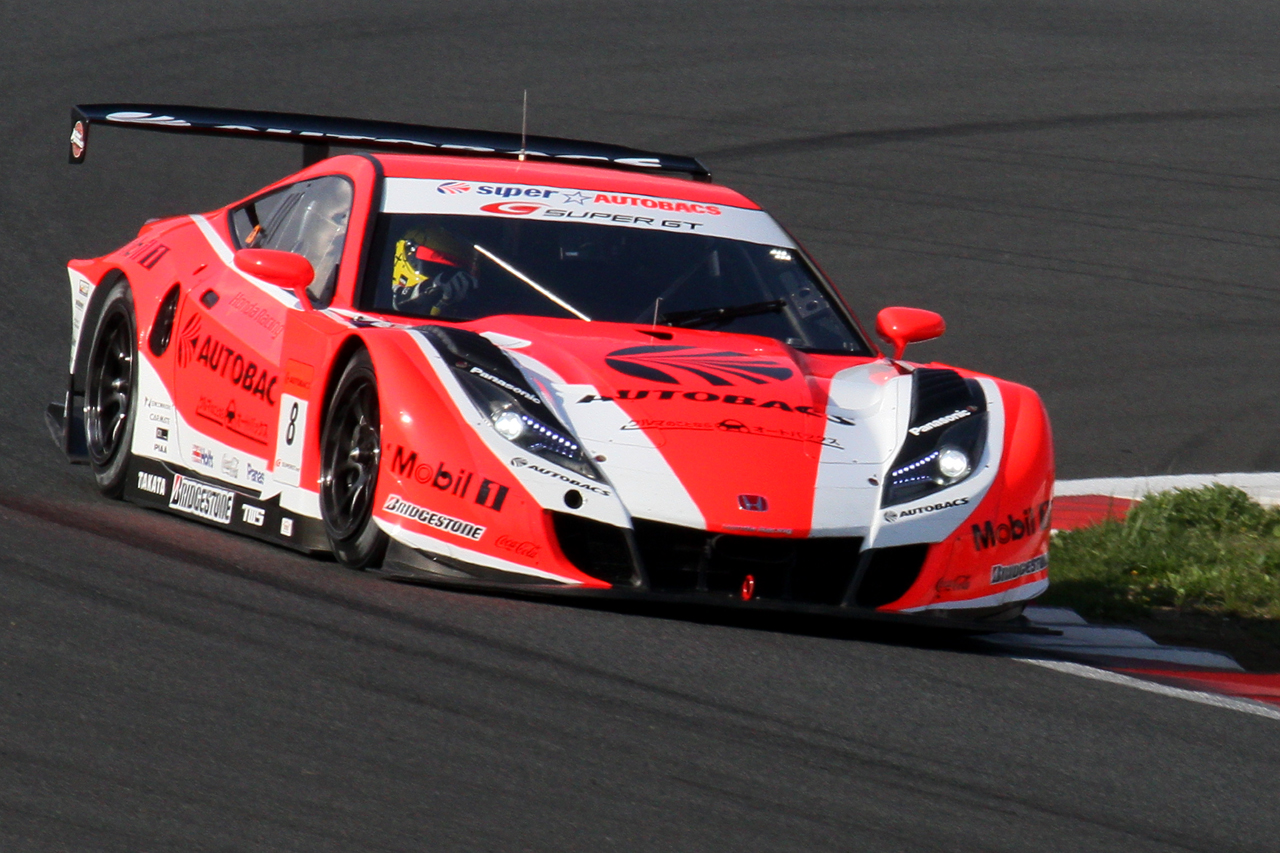
Firman pilotando um Honda HSV-010 GT da ARTA nos 400 quilômetros de Fuji, pela Super GT.

De volta à Jordan nos GP's dos EUA e do Japão, Firman não chegaria ao final da primeira corrida e terminaria a segunda em 14º lugar. Chateado com o desempenho de Firman, que chegou a participar de alguns testes com a equipe, rescindiu o contrato de Firman, que duraria mais três anos. Depois de negociações com a Minardi, o anglo-irlandês não encontraria vaga no time italiano e, desta forma, sua carreira na F-1 estava encerrada.

## Outras categorias
Depois da Fórmula 1, Firman participaria das 24 Horas de Le Mans, da A1 Grand Prix e da Super GT, onde competiu até 2013, quando se aposentou como piloto e tornou-se engenheiro automobilístico.